# Scranton (Dakota del Norte)
Scranton es una ciudad ubicada en el condado de Bowman en el estado estadounidense de Dakota del Norte. En el censo de 2010 tenía una población de 281 habitantes y una densidad poblacional de 120,95 personas por km².

## Geografía
Scranton se encuentra ubicada en las coordenadas 46°8′48″N 103°8′34″O / 46.14667, -103.14278. Según la Oficina del Censo de los Estados Unidos, Scranton tiene una superficie total de 2.32 km², de la cual 2.32 km² corresponden a tierra firme y (0%) 0 km² es agua.

## Demografía
Según el censo de 2010, había 281 personas residiendo en Scranton. La densidad de población era de 120,95 hab./km². De los 281 habitantes, Scranton estaba compuesto por el 96.09% blancos, el 0% eran afroamericanos, el 3.2% eran amerindios, el 0% eran asiáticos, el 0% eran isleños del Pacífico, el 0% eran de otras razas y el 0.71% pertenecían a dos o más razas. Del total de la población el 0.71% eran hispanos o latinos de cualquier raza.